# Orange (New South Wales)
Orange ist eine Stadt im australischen Bundesstaat New South Wales, etwa 250 Kilometer westlich von Sydney gelegen. Die Einwohnerzahl liegt bei etwa 40.000.
Zu den wichtigsten Industriezweigen in der Stadt zählt unter anderem der Bergbau. Auch der Anbau von Obst spielt eine wichtige Rolle, es werden hauptsächlich Äpfel, Birnen, Kirschen und Pfirsiche angebaut. 1851 führten im nahegelegenen Örtchen Ophir die ersten Goldfunde in Australien zum ersten australischen Goldrausch.
Im Zweiten Weltkrieg befand sich in Orange ein australisches Internierungslager.
Die Stadt liegt an einer wichtigen Hauptstraße nach Sydney und ist ein Eisenbahnknoten. Die wichtigste Strecke führt nach Sydney, eine nach Dubbo und eine weitere nach Molong. In Molong teilt sich die Strecke wieder: eine Route führt nach Dubbo und eine andere Richtung Adelaide.
Orange ist Zentrum und Verwaltungssitz des lokalen Verwaltungsgebiets Orange City.

## Städtepartnerschaften
Orange unterhält zurzeit vier Städtepartnerschaften: seit 1963 mit der kalifornischen Stadt Orange in den USA, seit 1985 mit Mount Hagen in der Provinz Western Highlands in Papua-Neuguinea, seit 1986 mit der neuseeländischen Stadt Timaru sowie seit 1990 mit Ushiku in der japanischen Präfektur Ibaraki.

## Söhne und Töchter der Stadt
- Orange ist der Geburtsort des australischen Nationaldichters Andrew Barton Paterson (1864–1941).
- Billy Bevan (1887–1957), Stummfilmschauspieler und Komiker
- Kenneth Slessor (1901–1971), australischer Dichter
- Mark Furze (* 1986), australischer Schauspieler und Synchronsprecher
- Tameka Butt (* 1991), Fußballspielerin
- Phoebe Litchfield (* 2003), Cricketspielerin
- Luke Tuckwell (* 2004), Radrennfahrer
- Jason Belmonte, australischer Profibowler

## Klima
|                       | Jan  | Feb  | Mär  | Apr  | Mai  | Jun  | Jul | Aug  | Sep  | Okt  | Nov  | Dez  |   |      |
| Mittl. Tagesmax. (°C) | 27,0 | 25,8 | 23,0 | 18,9 | 14,2 | 10,9 | 9,7 | 11,2 | 14,7 | 17,8 | 21,3 | 24,4 | ⌀ | 18,2 |
| Mittl. Tagesmin. (°C) | 12,5 | 12,7 | 9,5  | 5,6  | 2,4  | 1,1  | 0,4 | 0,9  | 3,4  | 5,6  | 8,4  | 10,4 | ⌀ | 6    |

| 12,5 |

| 12,7 |

| 9,5 |

| 5,6 |

| 2,4 |

| 1,1 |

| 0,4 |

| 0,9 |

| 3,4 |

| 5,6 |

| 8,4 |

| 10,4 |

| 12,5 |

| 12,7 |

| 9,5 |

| 5,6 |

| 2,4 |

| 1,1 |

| 0,4 |

| 0,9 |

| 3,4 |

| 5,6 |

| 8,4 |

| 10,4 |